# NGC 1550
NGC 1550 este o galaxie lenticulară situată în constelația Taurul. A fost descoperită în 8 octombrie 1785 de către William Herschel. Se află la o distanță de 50,27 de megaparseci de Pământ.